# Stenoporpia excelsarium
Stenoporpia excelsarium är en fjärilsart som beskrevs av George Duryea Hulst 1903. Stenoporpia excelsarium ingår i släktet Stenoporpia och familjen mätare. Inga underarter finns listade i Catalogue of Life.